# Marzec
Marzec – trzeci miesiąc w roku, według kalendarza gregoriańskiego ma 31 dni.

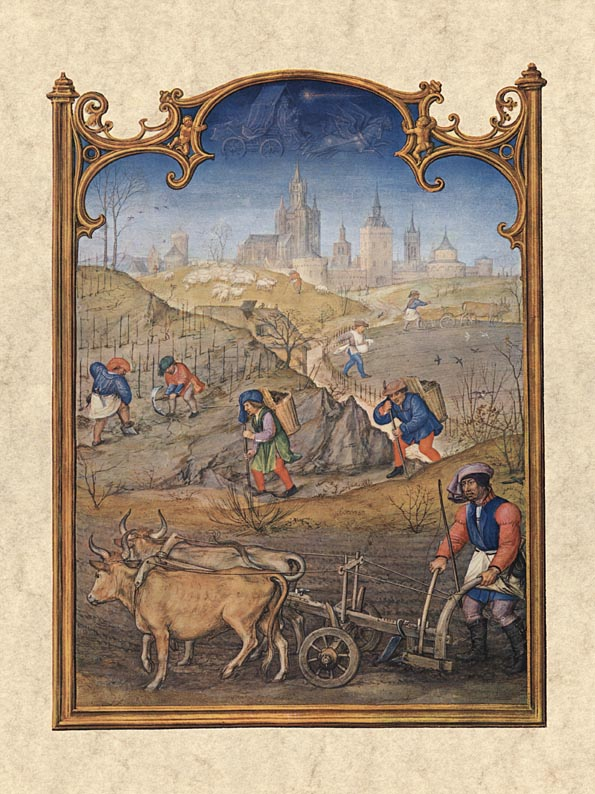
Marzec, ilustracja z Brewiarza Grimaniego, ok. 1510

Pod koniec miesiąca następuje na półkuli północnej równonoc wiosenna, a na południowej równonoc jesienna. Meteorologicznie jest to w Polsce miesiąc wiosenny.

## Etymologia
Obecna polska nazwa pochodzi — prawdopodobnie za średnio-wysoko-niemieckim pośrednictwem: marz — od łacińskiej nazwy tego miesiąca — Martius, tj. miesiąc Marsa. 
Staropolska nazwa tego miesiąca to brzezień — pochodząca od brzóz, które zaczynają odżywać po zimie, co dawniej oznaczało także początek zbiorów oskoły, tj. soku brzozowego. Inna nazwa, obecnie niespotykana, to kazidroga — od słowa kazić, tj. niszczyć, psuć.
Łacińska nazwa stanowi źródłosłów nazw tego miesiąca dla większości europejskich języków z wyjątkiem części języków słowiańskich: 
- białoruskiego сакавік — od soku brzóz,
- chorwackiego ožujak — od łżeć, w odniesieniu do zmiennej pogody (por. staropolską nazwę kwietnia – łżykwiat),
- czeskiego i ukraińskiego — odpowiednio březen i березень — o tym samym pochodzeniu co staropolska nazwa,
- kaszubskiego strëmiannik – dosłownie strumiennik,
- litewskiego (kovas) i północnych języków ugrofińskich.